# CinemaScore

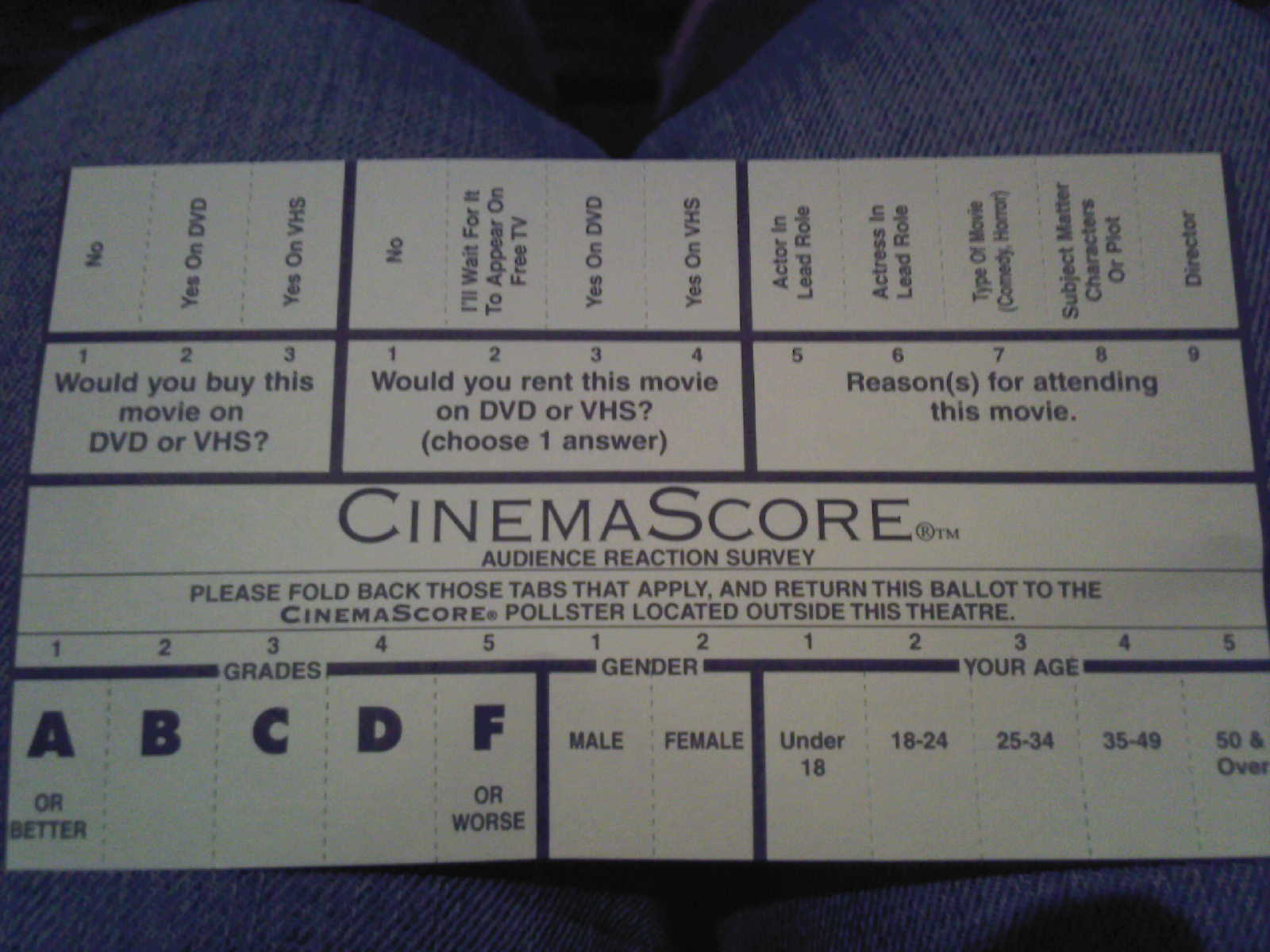
Ältere CinemaScore-Karte. In der aktuellen Version haben sich lediglich die Medien in den Antworten zu den ersten beiden Fragen geändert: (1) „No“ (2) „Yes on DVD“ (3) „Yes on Blu-ray“ (4) „Yes on Video-on-Demand“.

CinemaScore ist ein auf die Kinobranche spezialisiertes Marktforschungsunternehmen mit Sitz in Las Vegas, Nevada.
Das Unternehmen sammelt zu neu in den Kinos der Vereinigten Staaten und Kanada anlaufenden Filmen stichprobenartig Bewertungen von Kinobesuchern, mit denen die Filme auf einer Skala von A+ bis F eingestuft werden. Basierend auf diesen Ergebnissen werden relativ genaue Prognosen über die zu erwartenden Besucherzahlen und damit auch die Box-Office-Einnahmen getroffen.
De facto alle bewerteten Filme sind US-amerikanische Produktionen im Verleih eines Major-Studios.

## Geschichte
Im Jahr 1978 besuchte Ed Mintz zusammen mit seiner Frau und zwei weiteren Pärchen eine Vorführung der Kriminalkomödie Der Schmalspurschnüffler. Obwohl der Film von professionellen Filmkritikern gute Bewertungen erhalten hatte und Mintz und seine Begleiter Fans des Drehbuchautors Neil Simon waren, verließen sie den Kinosaal sehr enttäuscht. Vor dem Kino trafen sie auf andere unzufriedene Zuschauer, von denen einer ausrief: „Wundert sich hier noch jemand, warum man nicht die Meinungen von echten Zuschauern einholt und die veröffentlicht? Wir bekommen nur die der Kritiker.“ Mintz hielt das für eine großartige Idee und begann kurz darauf, erste Daten zu erheben, welche Filme das Publikum wirklich sehen wollte. Er hatte zunächst eine Radiosendung mit Kinoprognosen, die auf 15 Radiosendern in den USA und Kanada ausgestrahlt wurde, und verkaufte seine Daten später an die Fernsehsendung Entertainment Tonight.
Seit dem Jahr 1986 wurden die Daten gespeichert. Ab dem Jahr 1989 kamen die großen Kinoverleiher auf ihn zu und kauften die Daten direkt von ihm ein. Vorreiter war hierbei 20th Century Fox.
1999 ging die Website cinemascore.com live. Diese enthält eine Datenbank mit den CinemaScore-Ergebnissen von fast 2.000 Filmen.

## Auswertung
Die Mitarbeiter von CinemaScore verteilen in ausgewählten Kinos in 25 großen Städten in Nordamerika die Bewertungskarten. Die Karten enthalten neben der Skala von A bis F weitere Fragen zu Alter und Geschlecht des Bewertenden, ob man den Film auf DVD oder Blu-Ray ausleihen oder sogar kaufen würde, und den Grund, warum sie sich für diesen Film entschieden haben (Hauptdarsteller, Hauptdarstellerin, Genre, Thema oder Figuren des Films, Regisseur). Die Daten werden dann nach Altersgruppen (unter 18, 18–24, 25–34, 35–49, 50 Jahre und älter) und Geschlecht sortiert.
Dann erhalten Filmstudios und andere Abonnenten das Ergebnis noch am Freitagabend gegen 23:00 Uhr (UTC-8). Eine detailliertere Analyse inklusive Box-Office-Prognosen liefert das Unternehmen dann über das Wochenende nach.
Laut Mintz seien die Aussichten für Filme mit A-Bewertungen „generell gut“, für Filme mit B-Bewertungen „wackelig“, die mit C-Bewertungen „schrecklich“ und Filme mit D- und F-Bewertungen hätten entweder „nicht produziert werden sollen“ oder das Marketing wäre sehr schlecht und hätte die falschen Zuschauer angezogen. Eine F-Bewertung ist sehr selten; seit Beginn der Datenspeicherung 1986 haben nur 22 Filme die schlechteste Bewertung erhalten (Stand: Februar 2021).